# Interdit de folie
 (février 2025).
Interdit de folie est un roman de l'écrivain sud-coréen Yi In-Seong paru en 1995. Il a été traduit pour la première fois en français en 2010.